# Castillo de Tatebayashi
El castillo de Tatebayashi  (館林城 Tatebayashi-jō?) fue un castillo japonés localizado en Tatebayashi, al sur de la Prefectura de Gunma, Japón. 
Al final del periodo Edo, el castillo de Tatebayashi era la sede del clan Akimoto, daimio del Dominio de Tatebayashi, pero el castillo estuvo en manos de un gran número de clanes diferentes a lo largo de su historia. El castillo era también conocido como "Obiki-jō" (尾曳城?)

## Historia
Durante el periodo Muromachi, parece ser que el área alrededor de Tatebayashi era controlada por el clan Akai, aunque los registros para este periodo son muy inciertos. Cuenta la leyenda que Akai Terumitsu salvó a un zorro joven de unos niños y, al anochecer, un inari se le apareció y le recomendó un paraje para construir un castillo, dibujándole además en el suelo con su cola la disposición de las fortificaciones. El nombre de "castillo de Tatebayashi" aparece por primera vez en documentos fiables hacia 1471, cuándo el clan Uesugi ordenó atacarlo. El territorio fue disputado en el periodo Sengoku periodo por los clanes Uesugi, Takeda y Nagao (a instancias de sus señores, el clan Hōjō). Durante la Batalla de Odawara (1590) fue capturado sin lucha por Ishida Mitsunari.
Una vez se hizo Tokugawa Ieyasu con el control sobre la región de Kantō en 1590, nombró a Sakakibara Yasumasa, uno de sus generales de mayor confianza, daimio de Tatebayashi, con unos ingresos de 100,000 koku. Yasumasa reconstruyó el castillo y la ciudad amurallada de Tatebayashi por completo y construyó diques para proteger la nueva ciudad de inundaciones. El área era estratégicamente importante porque dominaba el río Tone, que abastecía de agua a Edo. Después de que el clan Sakakibara fuera reasignado a otros territorios, el castillo fue puesto en manos de los vasallos de mayor confianza de los Tokugawa o de sus parientes, incluido, en cierto momento, el hermano menor del sogún, Tokugawa Ietsuna, el futuro sogún Tokugawa Tsunayoshi.
Sin embargo, tras la muerte de Tokumatsu, hijo de Tsunayoshi, en 1683, la torre del homenaje se descuidó hasta quedar en estado ruinoso. En 1707 el nieto del sogún Tokugawa Iemitsu, Matsudaira Kiyotake, accedió al cargo de daimio y construyó una torre (yagura) de dos pisos cerca de la base de la antigua torre del homenaje para que sirviera como símbolo del castillo, pero no reconstruyó la torre del homenaje propiamente dicha.
En 1874, tras la restauración Meiji, un incendio destruyó la mayoría de las estructuras del castillo que quedaban en pie. Después del incidente, la mayoría de las tierras de castillo fueron vendidas y se rellenaron los fosos. El actual ayuntamiento de Tatebayashi se construyó sobre los terrenos que formaron parte antaño del castillo. Lo único que queda hoy del mismo son algunos muros de piedra y una de las puertas del tercer patio.